# Damen med masken
Damen med masken (i Sverige) eller Med köparens rätt (i Finland) (tyska: Die Dame mit der Maske) är en tysk stumfilm från filmåret 1928. Den är regisserad av Wilhelm Thiele och producerad av UFA.
Filmen har marknadsförts på affischer i Sverige under titeln Nakendansösen.